# Церква святого Василія Великого (Високе)
Церква святого Василія Великого у Високому — парафія і храм греко-католицької громади Монастириського деканату Бучацької єпархії Української греко-католицької церкви в селі Високе Чортківського району Тернопільської области.
Дерев'яна церква та дзвіниця оголошені пам'ятками архітектури місцевого значення (охоронні номери 1247, 1248).

## Історія церкви
Греко-католицька парафія існує з початку XIX століття. До 1946 року і з 1993 року вона належить до УГКЦ. У період з 1946 по 1993 рік парафія була підпорядкована РПЦ.
У селі є дві церкви:
- Стара дерев'яна церква, збудована у 1810 році та реставрована у 1925 році.
- Новозбудована цегляна церква. Її фундамент був закладений у 2007 році за участі єпископа Іринея Білика, а освятив храм 4 листопада 2012 року владика Бучацької єпархії Димитрій Григорак. Архітектором храму є Михайло Нетриб'як, а автором іконостасу — В. Кіт.

Єпископську візитацію у 2002 році провів владика Бучацької єпархії Іриней Білик.
При парафії діють:
- Братство «Апостольство молитви».
- Спільнота «Матері в молитві».

У власності парафії є парафіяльний будинок. На території села також розташовані дві каплички та дев'ять хрестів.

## Парохи
- о. Іван Сивак (1922—1948),
- о. Іван Фенич (1948—1951),
- о. Ярослав Герус (1952—1954),
- о. Володимир Скобляк (1954—1956),
- о. Леонід Николаїв (1956—1961),
- о. Іван Ворончак (1961—2000),
- о. Михайло Живчак (2000—2002),
- о. Ігор Федоришин (з травня 2002).